# Фадл ібн Яг'я Бармакі
Фадл ібн Яг'я Бармакі (765—809) — державний діяч Багдадського халіфату часів Аббасидів. Походив з роду Бармакидів.

## Життєпис
Молоді роки провів разом з батьком Яг'я ібн Халід Бармакі, коли той очолював намісництво в Азербайджані та на заході халіфату. З 786 року Фадл перебуває на державній службі, робить бликучу кар'єру. Цьому сприяло призначення Яг'ї ібн Халіда великим везірем.

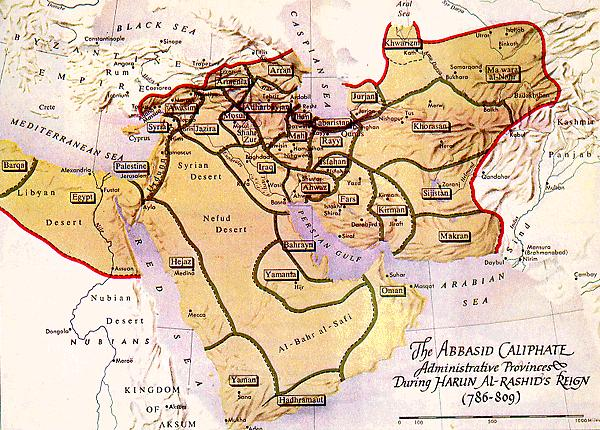
Багдадський халіфат за часів Фадла ібн Яг'я Бармакі

У 791 році Фадла призначають намісником провінцій Джибаль, Табаристан, Дунбавед й Куміс, а з 792 — також і Вірменії та Азербайджану, з 793 до 796 року — Хорасану. На цих посадах Фадл визначився як розумний державний діяч. Навів порядок, зміцнив авторитет центральної влади, збудував багато мечетей й рибатів, у місті Балх побудував новий канал, в Бухарі нову п'ятничну мечеть. Фадл першим наказав ввести до мечетей лампи під час Рамазану. Завдяки йому влада халіфів суттєво зміцнилася в Маваннахрі. На цих посадах Фадл намагався поліпшити стосунки між Аббасидами та Алідами (нащадки халіфа Алі), які робили спроби створити на півночі Ірану окрему державу, зокрема Муса аль-Казім. Такі дії викликали невдоволення Гарун ар-Рашида. Врятувало Фадла тільки підтримка його батька — великого везіря Яг'ї. З 796 до 803 року Фадл ібн Яг'я Бармакі був також намісником Іраку. Фактично Фадл стає заступником свого батька. В цей час він стає наставником сина Гаруна ар-Рашида — Аль-Аміна майбутнього халіфа). У 797 році під час подорожі його батька до Мекки Фадл разом із своїм братом Джаафаром виконував обов'язки великого везіра.
Влада Фадла ібн Яг'ї ібн Бармакі скінчилася у 803 році разом з падінням усієї династії Бармакидів. Його майно конфіскували, а його самого запроторили до в'язниці. Фадл помер у в'язниці міста Ар-Ракка.